# Copelatus wallacei
Copelatus wallacei är en skalbaggsart som beskrevs av J. Balfour-browne 1939. Copelatus wallacei ingår i släktet Copelatus och familjen dykare. Inga underarter finns listade i Catalogue of Life.